# Elecciones generales de Guatemala de 1982
El domingo 7 de marzo de 1982 hubo elecciones generales en Guatemala para elegir al nuevo presidente y vicepresidente de la república, así como a 66 diputados del Congreso.

## Elecciones presidenciales
Resultados elecciones presidenciales del 7 de marzo de 1982
| Candidatos presidenciales — Partidos/alianzas                                          | Votos     | %     |
| -------------------------------------------------------------------------------------- | --------- | ----- |
| Ángel Aníbal Guevara Rodríguez — Frente Democrático Popular (FDP)                      | 379.051   | 38.9% |
| Mario Sandoval Alarcón — Movimiento de Liberación Nacional (MLN)                       | 275.487   | 28,2% |
| Alejandro Maldonado Aguirre — Unión de Oposición Nacional (UNO)                        | 221.810   | 22,7% |
| Gustavo Anzueto Vielnam — Central Auténtico Nacional (CAN)                             | 99.047    | 10,2% |
| Votos válidos                                                                          | 975.395   | 90,4% |
| Votos inválidos y nulos                                                                | 103.997   | 9,6%  |
| Total votos (participación electoral 45,8%)                                            | 1.079.392 |       |
| Fuente: Tribunal Supremo Electoral FDP: alianza PID, PRG y FUN. UNO: alianza DCG y PNR |           |       |

### Elecciones legislativas
Resultados elecciones legislativas del 7 de marzo de 1982
| Partido                                 | Votos | % | Escaños | +/-   |
| --------------------------------------- | ----- | - | ------- | ----- |
| Frente Democrático Popular (FDP)        |       |   | 33      | +2    |
| Movimiento de Liberación Nacional (MLN) |       |   | 21      | +1    |
| Unión de Oposición Nacional (UNO)³      |       |   | 9       | +2    |
| Central Auténtico Nacional (CAN)        |       |   | 3       | nuevo |
| Votos inválidos/nulos                   |       | - | -       | -     |
| Total                                   |       |   | 66      | +5    |

³ De los nueve escaños ganados por UNO, siete eran de la Democracia Cristiana Guatemalteca y dos del Partido Renovador Nacional.

## Golpe de Estado del 23 de marzo de 1982
El martes 23 de marzo de 1982, dos semanas después de que el general Ángel Aníbal Guevara Rodríguez fuera electo Presidente de la República, los candidatos del MLN, Unión Nacional de Oposición y Central Auténtica Nacional denunciaron que hubo fraude electoral, ya que hubieron irregularidades en el conteo de votos en la noche del Domingo 7 de Marzo, al día siguiente de las elecciones del 7 de Marzo hubieron protestas y disturbios en varias partes del país durante las siguientes semanas, una facción militar liderada por Efraín Ríos Montt dio un golpe de Estado contra el presidente Fernando Romeo Lucas García. Luego de tres meses, Ríos disolvió la Junta Militar que él mismo dirigía, se proclamó "Presidente de la República" y asumió el poder de forma dictatorial.